# Тхан Хоа (провинция)
Тхан Хоа (на виетнамски: Thanh Hóa) е виетнамска провинция разположена в регион Бак Чунг Бо. На юг граничи с провинция Нге Ан, на север с провинциите Хоа Бин, Сон Ла и Нин Бин, на изток с Южнокитайско море, а на запад с Лаос. Населението е 3 544 400 жители (по приблизителна оценка за юли 2017 г.).
Провинцията е изключително популярна с курортното си селище Сам Сон. Други големие населени места са административният център Тхан Хоа, и градчетата Бим Сом, Тхо Суан, Нга Сон и Бут Сон.

## Административно деление
Провинция Тхан Хоа се състои от един град Тхан Хоа, две градчета Сам Сон и Бим Сон и 24 окръга:
- Ба Тхуок
- Кам Тхуй
- Донг Сон
- Ха Трунг
- Хау Лок
- Хоанг Хоа
- Ланг Тян
- Муонг Лат
- Нга Сон
- Нгок Лат
- Нху Тхан
- Нху Суан
- Нонг Конг
- Куан Хоа
- Куан Сон
- Куанг Суонг
- Тхат Тхан
- Тхю Хоа
- Тхо Суан
- Тхуонг Суан
- Тин Жиа
- Чию Сон
- Вин Лок
- Йен Дин